# مانوئل مدرانو
مانوئل الخاندرو مدرانو لوپز (به اسپانیایی: Manuel Alejandro Medrano López) (زادهٔ ۲۹ اکتبر ۱۹۸۷ در کارتاگنا، کلمبیا) که با نام مستعار مانوئل مدرانو  (به اسپانیایی: Manuel Medrano) شناخته شده‌است، خواننده پاپ کلمبیایی و برنده دو جایزه گرمی لاتین است.

## شروع
او در آغاز با حمایت خانواده اش وارد عرصهٔ موسیقی شد. داستان مانوئل مدرانو از جایی آغاز شد که به عنوان یک «تنبیه» او را مجبور به نواختن گیتار کردند. وی از سن ۱۶ سالگی شروع به نوشتن آهنگ‌های خود کرد و تدریجاً به عنوان یک سولیست شناخته شد. او سال‌ها در بارهای بوگوتا، پایتخت کلمبیا، می‌نواخت تا آن که چند آهنگ ساخته شده توسط او، معروف شدند. در اوت سال ۲۰۱۴ میلادی، لوپز اولین تک آهنگ مستقل خود را منتشر کرد. پخش این آهنگ در رادیو به تدریج افزایش یافت تا جایی که تبدیل به یکی از محبوب ترین ترانه‌های سال شد. لوپز موسیقی رمانتیکی را ارائه می‌نماید که با عنوان پاپ-کست شناخته می‌شود چرا که این موسیقی زیرگونه سبک خاصی نیست و برگرفته از شیوه‌ای خاص از ترنم خوانندگان و ترانه‌سرایان آمریکای لاتین است.

## دیسکوگرافی
وی تاکنون تنها یک آلبوم استودیویی داشته‌است.
- مانوئل مدرانو (۲۰۱۵)

تک‌آهنگ‌ها
- Afuera del planeta
- Bajo el agua
- Una y otra vez
- La mujer que bota fuego

## جایزه و نامزد

### لاتین گرمی
او در مراسم گرمی لاتین سال ۲۰۱۶ دو جایزه برد؛ یکی برای بهترین هنرمند تازه‌وارد و دیگری به عنوان بهترین آهنگ ترانه‌نویس-خواننده. همچنین آهنگ زیر آب او نامزد بخش برترین آهنگ سال شده‌بود که موفق به دریافت جایزه نشد.
| سال  | نامزد               | رده                     | نتیجه    | منبع. |
| ---- | ------------------- | ----------------------- | -------- | ----- |
| ۲۰۱۶ | مانوئل مدرانو       | بهترین هنرمند تازه‌وارد  | برنده    |       |
| ۲۰۱۶ | Bajo el Agua زیر آب | بهترین تک‌آهنگ سال       | نامزدشده |       |
| ۲۰۱۶ | مانوئل مدرانو       | بهترین ترانه‌ساز-خواننده | برنده    |       |

### جایزه شوک
این جایزه در کشور کلمبیا برای موسیقی‌های برتر این منطقه برگزار می‌گردد.
| سال  | نامزد         | رده           | نتیجه | منبع. |
| ---- | ------------- | ------------- | ----- | ----- |
| ۲۰۱۶ | مانوئل مدرانو | بهترین هنرمند | برنده |       |
| ۲۰۱۶ | مانوئل مدرانو | بهترین آلبوم  | برنده |       |